# Gastroenterocolite
La gastroenterocolite è una malattia infiammatoria a carico della mucosa dell'apparato digerente, che colpisce lo stomaco, l'intestino tenue e il colon.

## Presentazione clinica
I sintomi sono legati alla zona colpita dall'infiammazione, e possono produrre vomito, dolori addominali o diarrea.

## Terapia
La terapia utilizzata è riconducibile a quella utilizzata per la gastroenterite.